# Холл, Теодор
Теодор А. Холл (англ. Theodore А. Hall; 20 октября 1925, Фар Рокэвей, Куинс (англ. Far Rockaway, Queens), США — 1 ноября 1999, Кембридж, Англия) — физик-вундеркинд, участник Манхэттенского проекта. Передавал секреты в СССР, был разоблачён, но не судим, а только уволен. Занимался наукой в США и Англии, внёс ценный вклад в методы исследования биологических объектов.

## Биография
Теодор родился в еврейской семье Барнетта Хольцберга и Роуз Московиц. Его отец был меховщиком, который эмигрировал в Америку из Российской империи, спасаясь от антисемитских погромов. Его мать была русской еврейкой во втором поколении, которая умерла, когда Теодор был подростком и студентом Гарвардского университета. Великая депрессия значительно повредила бизнесу Барнетта; когда он больше не мог содержать семью, семья переехала в Вашингтон-Хайтс в Верхнем Манхэттене.
Уже в юном возрасте Теодор проявил впечатляющие способности к математике и естественным наукам, которым в основном его обучал старший брат Эдвард. Осенью 1936 года, несмотря на протесты родителей, Эдвард официально изменил свою и Теодора фамилию на Холл, чтобы избежать последствий проявления антисемитизма, присущего в то время части американцев.
Пропустив три класса в государственной школе, осенью 1937 года Теодор Холл поступил в среднюю школу Таунсенда Харриса для одаренных мальчиков. Посетив в  1939 году Всемирную выставку в Нью-Йорке, Теодор был глубоко впечатлен советским павильоном и копией станции метро «Маяковская».
После окончания средней школы  в возрасте 14 лет в 1940 году был принят в Колумбийский университет, в 16 лет — в Гарвард. Там он получил учёную степень уже в 18 лет, в 19 лет был принят в Манхэттенский проект для разработки ядерного оружия, где работал очень интенсивно, чтобы опередить аналогичные разработки в нацистской Германии. Много лет спустя стало известно, что он сам из чистого идеализма предложил свои услуги советской стороне, обратившись в компартию США и передав на первой же встрече в 1944 году чертежи плутониевой бомбы «Толстяк». При этом, по-видимому, сообщил советской стороне важный принцип работы бомбы — имплозия. По некоторым советским источникам, сообщил также дату первого ядерного испытания. Холл вступил в контакт с советской разведкой при посредничестве Сергея Курнакова.
Холл был разоблачён американской контрразведкой в рамках проекта «Венона» как агент по кличке «Млад». Поскольку проект «Венона» был засекречен, его нельзя было использовать на суде, и власти могли лишь уволить Холла.
В июне 1946 года армия США аннулировала допуск Холла к секретной информации, но не из-за подозрений в том, что он является советским агентом, а из-за обнаружения письма, которое он получил от своей британской невестки, жены его брата Эдварда Эдит, которая в шутку спросила его: «Я слышала, ты работаешь над чем-то, что взрывается с большим грохотом! Можешь прислать нам одно из них на День Гая Фокса?», а также публикаций левого толка, которые он получал в Лос-Аламосе в течение предыдущего года, и которые перегруженные работой цензоры, по-видимому, проглядели в то время. Уволенный из армии с почётом и благодарностью от президента Трумэна за достижения Специального инженерного отряда армии в Лос-Аламосе, Холл отправился той же осенью в Чикагский университет, где он получил степени магистра и доктора по физике, встретил свою будущую жену и создал семью.
Закончив обучение, Холл занимался главным образом молекулярной биологией. Холл внёс ценный вклад в рентгеновские методы изучения биологических объектов с использованием электронного микроскопа, что считал высшим достижением своей жизни. Метод, изобретённый Холлом в 1968 году, позволяет узнать химический состав образца, находящегося под электронным микроскопом, по спектру испускаемого образцом рентгеновского излучения. С 1962 года проживал в Англии, где работал в Кавендишской лаборатории в Кембридже вплоть до выхода на пенсию в возрасте 59 лет в 1984 году.
В связи с публикацией результатов «Веноны» в 1995 году Холл стал известен как шпион и почти признался в этом в 1997 году. После смерти Холла его жена Джоан Холл выпустила мемуары, в которых объясняла мотивы мужа с его слов. Холл боялся, что по окончании войны США станут реакционной силой, и опасно оставлять их монополистом на ядерную бомбу. Особенно он боялся возвращения экономической депрессии и прихода к власти крайне правых антисемитов. Сыграла роль и симпатия к первому социалистическому государству СССР, к тому же жертве нацистского нападения — симпатия, прошедшая через кризисы во время сталинских показательных процессов и заключения пакта о ненападении с Гитлером. В собственном полупризнании Холл упоминает, что передача секретов СССР, возможно, предотвратила использование американской бомбы против Китая в 1949—1950 годах. Холл признал также, что разоблачения советского режима заставили его задуматься над правильностью его поступка. По словам Холла в интервью: «я действовал как девятнадцатилетний юноша — незрелый, неопытный и слишком самоуверенный. Я — уже не та личность, но и не стыжусь её».
Умер 1 ноября 1999 года в Кембридже в возрасте 74 лет. У него остались жена и три дочери. Хотя он страдал болезнью Паркинсона, в конечном итоге он скончался от рака почки, вероятно, приобретенного в результате экспериментальной работы с плутонием в год работы над «Устройством», использованном в испытании «Тринити».